# Giangiacomo Borghese
Giangiacomo Borghese (Lastra a Signa, 25 luglio 1889 – Palermo, 27 settembre 1954) è stato un pioniere dell'aviazione e politico italiano.

## Biografia
Gian Giacomo Borghese, principe di Leonforte, era figlio del principe Giuseppe Borghese, duca di Poggio Nativo (1859-1942), e dalla marchesa Maria-Concetta Covoni Girolami (1865-1948), l'uno membro della grande famiglia romana, l'altra appartenente alla nobiltà fiorentina; era inoltre imparentato con le famiglie Altieri e La Rochefoucauld.
Si laureò in ingegneria presso l'Università La Sapienza di Roma e successivamente lavorò a Londra. Partecipò alla prima guerra mondiale come tenente e successivamente capitano del Genio e fu anche comandante pilota dello stormo volontari dell'aria della squadra "San Marco" e ricevette una medaglia al valor militare. Dopo la guerra aderì all'Associazione Nazionalista Italiana e a Milano prese parte a scontri di piazza contro i socialisti.
Nel 1922 sposò Donna Sofia Lanza Branciforte dei principi di Trabia (1889 - 1984), figlia di Pietro Lanza Branciforte di Trabia e zia del celebre musicologo Gioacchino Lanza Tomasi.
Rientrato a Roma, nel 1923, con la fusione dell'ANI nel Partito Nazionale Fascista, aderì a quest'ultimo e si dedicò alla formazione di associazioni combattentistiche, fu consigliere dell'Opera nazionale combattenti e lavorò alla costituzione di consorzi di bonifica in Sicilia e fu tra i massimi esponenti dell'Unione fascista per le famiglie numerose.
Nel 1936 fu nominato nominato presidente della Provincia di Roma. Il 30 agosto 1939 successe al principe Piero Colonna quale governatore di Roma. Durante la sua amministrazione si dedicò ad opere di carattere archeologico e continuò i lavori dell'E42. Il 25 luglio 1943 fu arrestato dagli stessi fascisti, a causa dei suoi legami con Galeazzo Ciano, insieme al suo vice Carlo Manno, che rimase alla guida dell'ente. Rilasciato dal governo Badoglio, diede le dimissioni e il 21 agosto si insediò al suo posto il commissario straordinario del governatorato Riccardo Motta.
Dopo il 1945 si ritirò a vita privata a Palermo.